# Franz Schoberlechner
Franz Schoberlechner (Viena, Àustria, 21 de juliol de 1797 - Berlín, Alemanya, 7 de gener de 1843) fou un pianista i compositor alemany.
Deixeble de Hummel i de Foster, i als deu anys ja tocà en públic un concert que el primer dels mestres nomenats va escriure per a ell. Llavors es dedicà a viatjar, i el 1814 es trobava a Florència, on feu executar un Rèquiem i una òpera de la seva composició.
El 1815 estrenà una segona òpera a Lucca, tornant a Viena el 1820, per passar a Sant Petersburg tres anys més tard. El 1824 casà amb la cantant Sofia dall'Occa (1807-1863), a la que acompanyà en les seves excursions artístiques, visitant junts la majoria de les ciutats europees. La mort el sorprengué viatjant per Alemanya.
Les seves composicions, d'escàs valor, comprenent diverses òperes, variacions, fantasies, sonates per a piano, temes diversos amb orquestra, quartets per a instruments d'arc i altres.